# Äitiyspakkaus

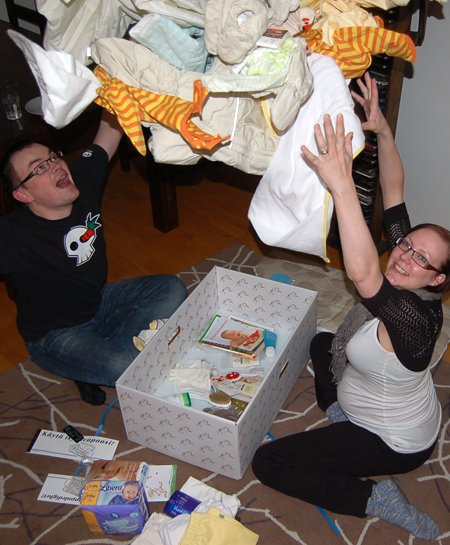
Ouders bij het uitpakken van de babyuitzet

Het äitiyspakkaus, Fins voor moederschapspakket, is een babyuitzet die aanstaande moeders in Finland van de overheid krijgen. In de doos zitten eerste benodigdheden voor pasgeboren kinderen. De doos wordt verstrekt door Kela, de overheidsinstelling voor sociale zekerheid die ook de uitkeringen voor pensioenen, werkloosheid en meer uitkeert.

## Inhoud
Op de bodem van de doos ligt een matrasje, waardoor deze ook kan dienen als wiegje. Ook een matrashoes, dekbed, dekentje en laken zitten erin. Daarnaast bevat het kinderkleding die neutraal is van kleur, zodat het zowel bij jongens als meisjes past. Tussen de kleding bevinden zich rompertjes, sokjes en luiers, maar ook winterkleding zoals een mutsje en handschoentjes. Verder zijn er benodigdheden aan toegevoegd als een tandenborstel, washandje, luiercrème, nagelschaartje, thermometer en speelgoed.
De inhoud van de doos wijzigde in de loop van de jaren met de gewoonten van de Finnen mee. Aanvankelijk werden stoffen en naaigerei in de doos gedaan, toen het nog gewoon was om kleren zelf te maken. Inmiddels zijn deze vervangen door kant-en-klare kleertjes. Ook maakten de katoenen luiers plaats voor wegwerpluiers.

## Geschiedenis
De babyuitzet werd in 1938 voor het eerst verstrekt aan gezinnen met een laag inkomen. Vanaf 1949 werd het beleid gewijzigd en sindsdien hebben alle aanstaande moeders recht op deze starterskit. Moeders zijn niet verplicht de doos te accepteren, maar kunnen ook een contant bedrag van 140 euro (stand 2013) ontvangen waarmee ze zelf voorzien in de benodigdheden. Rond 95% van de moeders kiest echter voor het starterspakket. Ouders van een tweede kind zien geregeld af van het pakket.
Een verplichting die erbij hoort, is dat de moeder voor het eind van de vierde maand zwangerschap een arts of kliniek moet hebben bezocht. Omdat het pakket ook als wiegje gebruikt kan worden, verdween meer en meer de gewoonte van ouders om het kind bij hen in bed te laten slapen.
In de jaren dertig had het land te maken met een hoog kindersterftecijfer met 65 sterftegevallen per duizend baby's. Door de verschillende maatregelen wist het land dit cijfer in de decennia erna drastisch te keren. Inmiddels kent Finland een van de laagste sterftecijfers onder baby's.
In februari 2012 kregen Victoria van Zweden en haar man Daniël een babyuitzet van Finland cadeau en een jaar later viel de beurt aan de Britse prins William met zijn vrouw Kate.